# Club des Hashischins

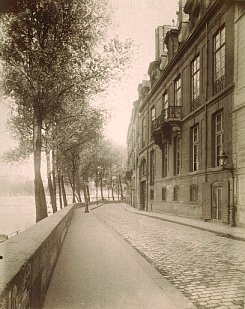
Foto d'epoca dell'Hôtel de Lauzun, dove si riuniva il Club des Hashischins.

Il Club des Hashischins o Club dei mangiatori di hashish era un gruppo parigino dedicato all'esplorazione delle esperienze indotte dalle droghe, in particolare dall'hashish. Tra i suoi membri ci furono scrittori e poeti come Victor Hugo, Alexandre Dumas, Charles Baudelaire, Honoré de Balzac e Théophile Gautier.

## Storia
Nella Francia del 1800 l'uso dell'hashish fu introdotto dallo psichiatra francese Jacques-Joseph Moreau, che nel 1840 descrisse in una serie di studi gli effetti della droga dopo averla provata su di sé. Da allora il fenomeno si diffuse soprattutto negli ambienti artistici del tempo.